# Кеничи Шимокава
Кеничи Шимокава (јап. 下川 健一; 14. мај 1970) бивши је јапански фудбалер.

## Каријера
Током каријере је играо за ЈЕФ Јунајтед Ичихара и Јокохама Ф. Маринос.

## Репрезентација
За репрезентацију Јапана дебитовао је 1995. године. За тај тим је одиграо 9 утакмица.

## Статистика
| Јапан  | Јапан   | Јапан  |
| Година | Наступи | Голови |
| ------ | ------- | ------ |
| 1995.  | 1       | 0      |
| 1996.  | 7       | 0      |
| 1997.  | 1       | 0      |
| Укупно | 9       | 0      |